# Pandag
Pandag (Bayan ng Pandag) är en kommun i Filippinerna. Kommunen ligger på ön Mindanao, och tillhör provinsen Maguindanao.
Pandag är indelat i 8 barangayer.